# Сайрен (містечко, Вісконсин)
Сайрен (англ. Siren) — місто (англ. town) в США, в окрузі Бернетт штату Вісконсин. Населення — 1004 особи (2020).

## Демографія
Згідно з переписом 2010 року, у місті мешкало 936 осіб у 408 домогосподарствах у складі 275 родин. Було 870 помешкань
Расовий склад населення:
| - 91,5 % — білих - 3,8 % — корінних американців - 0,3 % — азіатів - 0,1 % — чорних або афроамериканців - 1,6 % — осіб інших рас |

До двох чи більше рас належало 2,7 %. Частка іспаномовних становила 2,1 % від усіх жителів.
За віковим діапазоном населення розподілялося таким чином: 19,4 % — особи молодші 18 років, 59,0 % — особи у віці 18—64 років, 21,6 % — особи у віці 65 років та старші. Медіана віку мешканця становила 48,2 року. На 100 осіб жіночої статі у місті припадало 108,5 чоловіків;  на 100 жінок у віці від 18 років та старших — 101,1 чоловіків також старших 18 років.
Середній дохід на одне домашнє господарство  становив 54 964 долари США (медіана — 46 442), а середній дохід на одну сім'ю — 64 892 долари (медіана — 57 083). Медіана доходів становила 40 461 долар для чоловіків та 38 417 доларів для жінок. За межею бідності перебувало 18,7 % осіб, у тому числі 24,3 % дітей у віці до 18 років та 3,3 % осіб у віці 65 років та старших.
Цивільне працевлаштоване населення становило 407 осіб. Основні галузі зайнятості: виробництво — 24,6 %, освіта, охорона здоров'я та соціальна допомога — 22,4 %, транспорт — 12,8 %, будівництво — 11,1 %.